# Elezione papale del 1227
L'elezione papale del 1227 venne convocata a seguito del decesso di papa Onorio III. Ne uscì eletto il cardinale Ugolino di Anagni, Decano del Collegio cardinalizio, che prese il nome di papa Gregorio IX.

## Svolgimento del conclave
Il papa Onorio III morì il 18 marzo 1227 nel Palazzo del Laterano e fu sepolto nella Basilica di Santa Maria Maggiore. La questione pendente sul conclave erano i preparativi per la Quinta crociata che si trovavano in stallo per via del tergiversare di Federico II. Onorio III aveva cercato una politica conciliante con il potente imperatore, ma ora serviva una decisa svolta che portasse finalmente alla partenza della spedizione.
L'elezione fu convocata per il giorno successivo e venne subito eletto il cardinale tedesco Konrad von Urach, dell'Ordine cistercense, il quale però declinò; i cardinali allora decisero di procedere all'elezione tramite compromesso, attraverso un ristrettissimo comitato di elettori, e che produsse la scelta del Decano Ugolino dei Conti di Segni, imparentato per via materna con Innocenzo III. Il neoeletto, scelto per la tempra vigorosa, ritenuta adatta al delicato clima politico internazionale, accettò la nomina e scelse il nome di Gregorio IX. 
Il nuovo papa ricevette il pallio nella Basilica Vaticana il 21 marzo successivo e lo stesso giorno fu intronizzato nella Basilica Laterana.  L'11 aprile il protodiacono Ottaviano dei Conti di Segni, suo parente e arcidiacono del Sacro Collegio, lo incoronò solennemente nella Basilica di Santa Maria Maggiore.

## Lista dei partecipanti

### Presenti in conclave[1]
| Nome                                     | Paese                     | Titolo                                                      | Ruolo                                                                                      | Nascita  | Concistoro |
| ---------------------------------------- | ------------------------- | ----------------------------------------------------------- | ------------------------------------------------------------------------------------------ | -------- | ---------- |
| Ugolino dei Conti di Segni               | Stato Pontificio          | Cardinale vescovo di Ostia e Velletri; eletto papa          | Decano del collegio cardinalizio                                                           | 1170     | 12/1198    |
| Paio Galvão, O.S.B.                      | Regno del Portogallo      | Cardinale vescovo di Albano                                 | Legato pontificio per la Quinta Crociata                                                   | 1165 ca. | 12/1205    |
| Romano Bonaventura                       | Stato Pontificio          | Cardinale diacono di Sant'Angelo in Pescheria               | Arciprete della Patriarcale Basilica di Santa Maria Maggiore; Legato pontificio in Francia | 1180 ca. | 02/1216    |
| Konrad von Urach                         | Sacro Romano Impero       | Cardinale vescovo di Porto e Santa Rufina                   | Legato pontificio in Germania                                                              | 1182 ca. | 08/01/1219 |
| Giovanni Colonna, O.S.B.                 | Stato Pontificio          | Cardinale presbitero dei Santa Prassede                     | Rettore pontificio per il Ducato di Spoleto e Tuscia                                       | 1185 ca. | 18/02/1212 |
| Niccolò Chiaramonte, O. Cist.            | Regno di Sicilia          | Cardinale vescovo di Frascati                               | Legato pontificio emerito in Germania                                                      |          | 12/1219    |
| Guido Pierleone                          | Stato Pontificio          | Cardinale vescovo di Palestrina                             | Legato pontificio in Lombardia                                                             |          | 12/1212    |
| Raniero Capocci, O. Cist.                | Stato Pontificio          | Cardinale diacono di Santa Maria in Cosmedin                | Governatore di Viterbo                                                                     | 1182 ca. | 02/1216    |
| Gil Torres                               | Regno di Castiglia e León | Cardinale diacono dei Santi Cosma e Damiano                 | Auditore di Santa Romana Chiesa; Amministratore apostolico del Monastero di Farfa          | 1175 ca. | 02/1216    |
| Leone Brancaleone                        | Stato Pontificio          | Cardinale presbitero di Santa Croce in Gerusalemme          | Legato pontificio in Ungheria                                                              |          | 12/1200    |
| Stefano di Ceccano                       | Stato Pontificio          | Cardinale presbitero dei Santi XII Apostoli                 | Camerlengo di Santa Romana Chiesa; Abate di Fossanova                                      | 1170 ca. | 18/02/1212 |
| Gregorio Theodoli                        | Forlì                     | Cardinale presbitero di Sant'Anastasia                      | Legato pontificio a Ravenna                                                                |          | 02/1216    |
| Tommaso da Capua                         | Regno di Sicilia          | Cardinale presbitero di Santa Sabina                        | Penitenziere Maggiore                                                                      | 1182 ca. | 02/1216    |
| Ottaviano dei conti di Segni             | Stato Pontificio          | Cardinale diacono dei Santi Sergio e Bacco                  | Cardinale protodiacono; Uditore della Sacra Rota Romana                                    | 1165 ca. | 03/1205    |
| Pietro da Capua minor                    | Regno di Sicilia          | Cardinale diacono di San Giorgio in Velabro                 | Vice-Cancelliere di Santa Romana Chiesa                                                    | 1180 ca. | 10/1219    |
| Stefano de Normandis dei Conti, O. Cist. | Stato Pontificio          | Cardinale diacono di Sant'Adriano al Foro                   | Arcidiacono di Norfolk                                                                     | 1190 ca. | 02/1216    |
| Guala Bicchieri                          | Vercelli                  | Cardinale presbitero dei Santi Silvestro e Martino ai Monti | Legato pontificio in Inghilterra emerito; Abate di Saint Andrew of Chesterton              | 1150 ca. | 03/1205    |

### Assenti in conclave
| Nome                        | Paese               | Titolo                                | Ruolo                                                          | Nascita  | Concistoro |
| --------------------------- | ------------------- | ------------------------------------- | -------------------------------------------------------------- | -------- | ---------- |
| Thomas Oliver Von Paderborn | Sacro Romano Impero | Cardinale vescovo di Sabina           | Vescovo di Paderborn; Legato pontificio per la Quinta Crociata | 1170 ca. | 28/09/1225 |
| Stephen Langton             | Regno d'Inghilterra | Cardinale presbitero di San Crisogono | Arcivescovo metropolita di Canterbury                          | 1150     | 03/1205    |